# 川崎市を本拠地にするスポーツチーム
川崎市を本拠地にするスポーツチーム
神奈川県川崎市に本拠地を置いている主要なスポーツクラブを取り上げる。

## サッカー

### Jリーグ
- 川崎フロンターレ - 前身は「富士通サッカー部」および「富士通川崎フットボールクラブ」

### 神奈川県社会人サッカーリーグ

#### 3部

##### Dブロック
- フォルテSC - 厚木市・綾瀬市・大和市・横浜市にも本拠地あり

##### Gブロック
- FC GAUCHO - 横浜市にも本拠地あり

##### Rブロック
- 東芝FCイーグルス

### 過去に本拠としていたチーム
- ヴェルディ川崎（現：東京ヴェルディ1969）
- 東芝堀川町サッカー部（幸区堀川町）
- 日本鋼管サッカー部

## 野球

### その他
- 東芝野球部
- いすゞ自動車硬式野球部（川崎市→藤沢市） - 現在は活動休止

### 過去に本拠としていたチーム
- 高橋ユニオンズ（プロ野球・パシフィック・リーグ）- 現在は解散。
- 大洋ホエールズ（プロ野球・セントラル・リーグ） - 現チーム名は「横浜DeNAベイスターズ」
- ロッテオリオンズ（プロ野球・パシフィック・リーグ） - 現チーム名は「千葉ロッテマリーンズ」
- 三菱ふそう川崎硬式野球部 - 現在は解散。
- 日本コロムビア硬式野球部 - 現在は解散。
- 日本鋼管野球部 - 現在は解散。
- 日本コロムビア硬式野球部 - 現在は廃部。

## バスケットボール

### Bリーグ
- 川崎ブレイブサンダース

### Wリーグ
- 富士通レッドウェーブ

### その他
- NKKシーホークス - 現在は休止。

### 過去に本拠としていたチーム
- 東芝レオスパークルズ（幸区） - 現在は廃部。

## バレーボール

### Vリーグ
- 富士通カワサキレッドスピリッツ（男子）
- NECレッドロケッツ（女子、練習場が川崎市、チーム所在地は東京都）

## アメリカンフットボール

### Xリーグ
- 富士通フロンティアーズ
- アサヒビールシルバースター

## ラグビー

### 過去に本拠としていたチーム
- 東芝ラグビー部（幸区堀川町）- 現在は解散。

## 卓球

### 日本卓球リーグ
- 信号器材卓球部

## ボクシング
- 神奈川渥美ボクシングジム
- 川崎新田ボクシングジム

## プロレス
- ワールド女子プロレス・ディアナ

## ビーチバレー
- 川崎ビーチスポーツクラブ - 坂口佳穂などが所属。

## 相撲

### 過去に本拠としていた相撲部屋
- 中川部屋

## 川崎市内にファーム本拠地を置くスポーツクラブ（上記記載を除く）
- 読売ジャイアンツ（プロ野球・セントラル・リーグ）
  - 読売ジャイアンツ球場（多摩区）をイースタン・リーグに所属するファームチームの本拠地としている